# بوب مارلي (ممثل)
بوب مارلي (بالإنجليزية: Bob Marley)‏ هو ممثل أمريكي، ولد في 4 أبريل 1967 ببانجور في الولايات المتحدة.

## وصلات خارجية
- بوب مارلي على موقع IMDb (الإنجليزية)
- بوب مارلي على موقع ميوزك برينز (الإنجليزية)
- بوب مارلي على موقع أول موفي (الإنجليزية)
- بوب مارلي على موقع ديسكوغز (الإنجليزية)
- بوب مارلي على موقع قاعدة بيانات الفيلم (الإنجليزية)
- بوب مارلي على موقع كينوبويسك (الروسية)